# 梁廷波
梁廷波，浙江大学医学院附属第一医院党委书记，中国教育部长江学者特聘教授，主要从事肝胆胰复杂疾病的外科治疗及其相关基础研究。梁廷波先后主持了国家科技部863项目、国家自然科学基金重点项目、国家重点研发计划等20余项科研项目，还担任《中华医学杂志》，《中华外科杂志》等十余种专业杂志编委。